# 张应 (唐朝)
張應，《旧唐书·本纪》作张庭，河间鄚县（今河北省任丘市）人，唐朝官员。
张应是张羡的九世孙，張煚的八世孙初任吉州刺史，贞元四年（788年），唐德宗以吉州刺史张应为安南都护、本管经略使。安南经略使张应和高正平相继在安南经略使任上去世，属下参佐裨将李元度、胡怀义等阻兵胁迫州县，黩乱奸赃，李复担任广州刺史、兼御史大夫、岭南节度观察使。将胡怀义杖杀，流放李元度。

## 子孙
- 子：张仲素，中書舍人
  - 孙：張鐸，字司振
    - 曾孙：张濬，字禹川，唐昭宗时宰相
      - 玄孙：张格，字承之，太學博士、直弘文館
      - 玄孙：張播，右拾遺

    - 曾孙：張泳
      - 玄孙：張侃，字樂聖

    - 曾孙：張沆
      - 玄孙：張林，字徵之
- 子：張仲連
- 子：張幼蘭
- 子：張季真
- 子：張季遐[1]